# NJ (digraaf)
De NJ, of Ǌ, is een digraaf of ligatuur van de letters n en j.